# Eragrostis pilgeriana
Eragrostis pilgeriana är en gräsart som beskrevs av Moritz Kurt Dinter och Pilg.. Eragrostis pilgeriana ingår i släktet kärleksgrässläktet, och familjen gräs. Inga underarter finns listade i Catalogue of Life.